# John Bachman
John Bachman (4 de fevereiro de 1790 - 24 de fevereiro de 1874) foi um ministro luterano norte-americano, ativista socialista e zoólogo.
Em colaboração com o também naturalista franco-americano John James Audubon (1775-1851) Viviparous Quadrapeds of North America e outros trabalhos, em especial Unity of the Human Race, que contribuiu com o desenvolvimento da Teoria da Evolução.
O cientista foi homenageado, tendo o seu nome associado a várias espécies de animais.